# Elrathia kingii

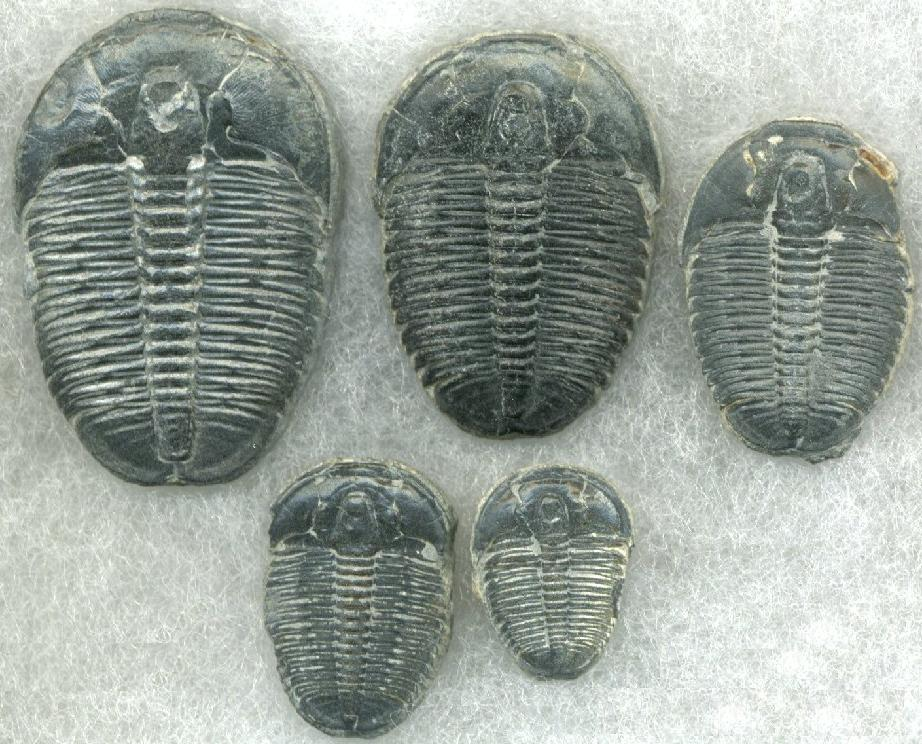
Elrathia kingii: Wachstumsserie mit Holaspiden von 16,2 mm bis 39,8 mm Länge

Elrathia kingii ist eine Trilobitenart aus dem mittleren Kambrium Nordamerikas. Er ist der bekannteste und häufigste Vertreter dieser sehr artenreichen Arthropodengruppe in den USA.
Dieser Trilobit kommt nur an wenigen Stellen in der Wheeler Formation im US-Bundesstaat Utah vor, doch findet er sich dort in riesiger Anzahl (bis zu 500 vollständige Exemplare pro Quadratmeter).
E. kingii ist ein mittelgroßer Trilobit mit einem leicht ovalen Carapax, der zum Pygidium leicht konisch zuläuft. Der Thorax besitzt normalerweise 13 Segmente.
Aufgrund ihrer Häufigkeit – kommerzielle Sammler haben in 20 Jahren bis zu 1,5 Millionen Exemplare geborgen
– wird E. kingii nicht nur an Sammler in der ganzen Welt verkauft, sie findet sich auch auf Schmuck, Ansichtskarten oder Kühlschrankmagneten. E. kingii gilt als der bekannteste Trilobit überhaupt
und ist aufgrund dieser Häufigkeit und Bekanntheit das Staatsfossil von Utah.

## Lebensraum
„„… Trilobiten bewohnten die exaerobe Zone an der Grenze zwischen anoxischem und dysoxischem Bodenwasser. E. kingii kommt durchweg in Umgebungen vor, die unterhalb des Sauerstoffgehalts liegen, der von anderen zeitgenössischen epifaunalen und infaunalen benthischen Biota benötigt wird, und könnte seine Energie aus einem Nahrungsnetz bezogen haben, das unabhängig von der phototrophen Primärproduktivität existierte. Obwohl bekannt ist, dass auch andere fossile Organismen solche Umgebungen bevorzugten, ist E. kingii der früheste bekannte Bewohner dieser Umgebungen, wodurch sich die dokumentierte Reichweite der exaeroben ökologischen Strategie bis ins Kambrium (zurück) erstreckt.““